# 恐異齒獸屬
恐異齒獸屬（學名：Dinanomodon）是種已滅絕合弓綱動物，是獸孔目二齒獸下目的一屬，化石發現於南非的卡魯盆地，地質年代屬於二疊紀晚期的長興階。